# Santa Perpètua de Gaià
|  | Aquest article tracta sobre el nucli de població a la Conca de Barberà. Si cerqueu la santa, vegeu «Perpètua de Gaià». |

Santa Perpètua de Gaià és un nucli de població que pertany al municipi de Pontils, a la Conca de Barberà, i al qual donava nom fins al 1995. Està situat al peu del turó des d'on el Castell de Santa Perpètua domina una part de la vall del riu Gaià, a 578 m altitud. Del castell, cal destacar-ne l'esvelta torre, d'interior triangular. Al seu costat s'aixeca l'església de Santa Maria.
El seu nom originà la llegenda de Santa Perpètua de Gaià.

## Història
Els fogatges dels anys 1365-70 assenyalen per Santa Perpètua 37 famílies i com a senyor a Guillem Ramon de Cervelló. A final del segle xv es documenten els Cervelló, barons de la Llacuna, i atenent al fogatge de 1496 la població experimenta una forta davallada: es comptabilitzen pel lloc només deu famílies.
A l'època moderna, l'any 1599, es documenta com a senyor el comte de Savallà, Bernat de Boixadors. A les darreries del segle XVIII i fins a la fi de les senyories pertany als marquesos d'Aitona, és llavors, a mitjan segle XIX, quan Santa Perpètua és en el seu màxim demogràfic, ja que suma en tot el municipi 1.030 veïns, dels quals uns 400 viuen al poble.
El 1933, el municipi, fins llavors conegut com a Santa Perpètua, passa a anomenar-se Santa Perpètua de Gaià.